# Freda (film)
Pour les articles homonymes, voir Freda.
Pour plus de détails, voir Fiche technique et Distribution.
Freda est un film dramatique de la réalisatrice haïtienne Gessica Généus, sorti en 2021. C'est une coproduction entre Haïti, le Bénin et la France.

## Synopsis
Freda habite avec sa mère et sa sœur dans un quartier populaire de Port-au-Prince. Face aux défis du quotidien en Haïti, chacune se demande s’il faut partir ou rester. Freda veut croire en l’avenir de son pays.

## Critique
C'est le premier long-métrage de Gessica Généus, après avoir réalisé un premier   documentaire sur sa mère. Le film s'inscrit dans un projet féministe. 
Il s'ouvre sur le cauchemar récurrent de Freda à la suite du viol qu’elle a subi de la part d’un compagnon de sa mère. Sur fond de manifestations contre la corruption et de fusillades, cette famille sans père survit autour de Jeannette mère affectueuse et cynique, agressive et désarmée. Elle se réfugie dans un culte évangélique orchestré par un pasteur blanc qui a tout d’un charlatan. Elle pousse sa fille cadette Esther à utiliser sa beauté et sa peau claire pour fréquenter des hommes riches. Elle voit d’un mauvais œil sa fille aînée Fréda suivre des études en anthropologie à l’université. Elle met de l’argent de côté pour permettre à son fils Moïse de partir pour le Brésil. Cette mère à la fois bonne et mauvaise incarne l’impossibilité pour les femmes haïtiennes de vivre dignement dans cette société patriarcale, corrompue et raciste : plus on est clair de peau, et plus on peut accéder au pouvoir et à l’argent.

## Intention de la réalisatrice
« Je voulais avant tout faire exister un point de vue féminin sur la société haïtienne… l’analyse de la situation de notre pays est monopolisée par les hommes… Dans une société aussi patriarcale que la nôtre, les femmes ne sont pas en haut de l’échelle. Il y a donc un silence qui leur est imposé tant au niveau de la sphère publique que dans le quotidien. Mon film fait écho à ce que j’ai vécu en tant que jeune femme dans ce pays… Les hommes disparaissent et ont le droit de le faire. Ils ont le droit d’aller ailleurs, d’exister ailleurs. Alors que la femme est comme dans un étau et doit vivre là. »

## Distribution
- Néhémie Bastien : Freda
- Fabiola Remy : Janette
- Djanaïna François : Esther
- Jean Jean : Yeshua
- Gaëlle Bien-Aimé : Géraldine
- Rolaphton Mercure : D-Fi
- Cantave Kervern : Moïse
- Paula Clermont Péan : Marlène

## Prix et récompenses
En juin 2021, le film est sélectionné pour concourir dans la section Un certain regard au Festival de Cannes 2021.
Il est sélectionné comme l'entrée haïtienne du meilleur film international à la 94e cérémonie des Oscars.
En octobre 2021, il reçoit le prix étalon d'argent lors de la 27e édition du FESPACO au Burkina Faso.